# Qazaqstan Kubogy 1999-2000
La Qazaqstan Kubogy 1999-2000 è stata l'8ª edizione della Coppa del Kazakistan. Il torneo è iniziato l'11 maggio 1999 e si è concluso il 6 luglio 2000.

## Primo turno
| Squadra 1                 | Totale | Squadra 2   | Andata | Ritorno |
| ------------------------- | ------ | ----------- | ------ | ------- |
| 11 maggio/ 1º giugno 1999 |        |             |        |         |
| Batır                     | -      | CSKA Almaty | -      | -       |
| Vostok Óskemen            | 4 - 1  | Jetisý      | 4 - 1  | 0 - 0   |
| Ertis                     | 5 - 2  | Aqmola      | 3 - 0  | 2 - 2   |
| Qaýsar-Hurricane          | 6 - 3  | Jiger       | 2 - 0  | 4 - 3   |
| Aksess-Golden Greýn       | 1 - 0  | Jeñis       | 0 - 0  | 1 - 0   |
| Elimaı                    | 2 - 4  | Tomïrïs     | 2 - 1  | 0 - 3   |
| Taraz                     | -      | Tobyl       | 1 - 0  | -       |
| Şaxter-Ïspat Qarmet       | 0 - 2  | Qairat      | 0 - 0  | 0 - 2   |

## Quarti di finale
| Squadra 1                     | Totale      | Squadra 2           | Andata | Ritorno |
| ----------------------------- | ----------- | ------------------- | ------ | ------- |
| 1º ottobre / 7 ottobre 1999   |             |                     |        |         |
| Tobyl                         | 1 - 3       | Aksess-Golden Greýn | 0 - 1  | 1 - 2   |
| 1º novembre / 5 novembre 1999 |             |                     |        |         |
| Vostok Óskemen                | 3 - 2       | Batır               | 3 - 1  | 0 - 1   |
| 4 maggio / 17 maggio 2000     |             |                     |        |         |
| Qairat                        | 4 - 2       | Qaýsar-Hurricane    | 3 - 0  | 1 - 2   |
| Tomïrïs                       | 2 - 2 (gfc) | Ertis               | 1 - 2  | 1 - 0   |

## Semifinali
| Squadra 1                  | Totale | Squadra 2           | Andata | Ritorno |
| -------------------------- | ------ | ------------------- | ------ | ------- |
| 30 maggio / 22 giugno 2000 |        |                     |        |         |
| Ertis                      | 3 - 6  | Aksess-Golden Greýn | 3 - 0  | 0 - 6   |
| 31 maggio / 22 giugno 2000 |        |                     |        |         |
| Vostok Óskemen             | 2 - 6  | Qairat              | 2 - 2  | 0 - 4   |

## Finale
| Arbitro: | Borïsov (Semipalatinsk) |

|                                                                   |           |  |
| Ivanov 11’ Lïtvïnenko 20’, 90’ Khamidullov 63’ (rig.) Tarasov 69’ | Marcatori |  |